# Ischnolepis
Ischnolepis là chi thực vật có hoa trong họ Apocynaceae.